# Отрешково
Отрешково — село в Курском районе Курской области России. Входит в состав Винниковского сельсовета.

## География
Село находится в 112 км от российско-украинской границы, в 18 км к северо-востоку от районного центра — города Курск, в 3 км от центра сельсовета — села 1-е Винниково. Расположено вдоль трассы Курск — Щигры. Ближайшие населённые пункты — 1-е Винниково и Постоялые Дворы..
Климат
Отрешково, как и весь район, расположено в поясе умеренно континентального климата с тёплым летом и относительно тёплой зимой (Dfb в классификации Кёппена).
| Показатель                                                                     | Янв. | Фев. | Март | Апр. | Май  | Июнь | Июль | Авг. | Сен. | Окт. | Нояб. | Дек. | Год  |
| ------------------------------------------------------------------------------ | ---- | ---- | ---- | ---- | ---- | ---- | ---- | ---- | ---- | ---- | ----- | ---- | ---- |
| Средний суточный максимум, °C                                                  | −4,4 | −3,5 | 2,4  | 12,8 | 19,2 | 22,5 | 25,2 | 24,5 | 18   | 10,4 | 3,1   | −1,4 | 10,7 |
| Средняя температура, °C                                                        | −6,5 | −6   | −1,2 | 7,9  | 14,5 | 18,2 | 20,8 | 19,9 | 13,8 | 7    | 0,9   | −3,4 | 7,2  |
| Средний суточный минимум, °C                                                   | −9   | −9,1 | −5,3 | 2,3  | 8,8  | 12,7 | 15,6 | 14,7 | 9,5  | 3,7  | −1,5  | −5,6 | 3,1  |
| Норма осадков, мм                                                              | 51   | 44   | 46   | 50   | 60   | 69   | 72   | 55   | 60   | 59   | 46    | 49   | 661  |
| Источник: Погода по месяцам c ru.climate-data.org(дата обращения: Январь 2022) |      |      |      |      |      |      |      |      |      |      |       |      |      |

Часовой пояс
Село Отрешково, как и вся Курская область, находится в часовой зоне МСК (московское время). Смещение применяемого времени относительно UTC составляет +3:00.

## Население
| 2002 | 2010 |
| ---- | ---- |
| 317  | ↘295 |

## История
В 1966 г. указом президиума ВС РСФСР деревня Городище-Безобразово переименована в село Отрешково.

## Инфраструктура
Личное подсобное хозяйство. В селе 167 домов.

## Транспорт
Отрешково находится в 8,5 км от автодороги федерального значения Р298 (Курск — Воронеж — автомобильная дорога Р22 «Каспий»; часть европейского маршрута E 38), при автодорогах регионального значения 38К-016 (Курск — Касторное) и межмуниципального значения 38Н-317 (38К-016 – 1-е Винниково – Липовец с подъездом к п. Малиновый), есть ж/д одноимённая станция (линия Курск — 146 км).
В 126 км от аэропорта имени В. Г. Шухова (недалеко от Белгорода).